# Агостінью Соареш
Агостінью Соареш (порт. Agostinho Soares, нар. 30 березня 1990, Бісау) — футболіст Гвінеї-Бісау, захисник клубу «Спортінг» (Ковільян) і національної збірної Гвінеї-Бісау.

## Клубна кар'єра
У дорослому футболі дебютував 2007 року виступами за команду клубу «Бамако», в якій провів три сезони. 
Протягом 2012—2012 років захищав кольори команди бразильського клубу «Пелотас».
Своєю грою за останню команду привернув увагу представників тренерського штабу клубу «Пескуейра», до складу якого приєднався 2013 року.
До складу клубу «Спортінг» (Ковільян) приєднався 2013 року. Відтоді встиг відіграти за клуб з Ковільяна 97 матчів в національному чемпіонаті.

## Виступи за збірну
17 жовтня 2007 року дебютував в офіційних матчах у складі національної збірної Гвінеї-Бісау проти Сьєрра-Леоне у кваліфікації Чемпіонаті світу 2010 року (перемога 1:0). Наразі провів у формі головної команди країни 6 матчів.
У складі збірної був учасником Кубка африканських націй 2017 року у Габоні.